# AS Puma Generaleña
El AS Puma Generaleña fue un club de fútbol costarricense, con sede en la ciudad de San Isidro de El General en la provincia de San José.
AS Puma compitió regularmente en la Segunda División de Costa Rica desde 2010, y tuvo un breve paso por la Primera División en 2014 Su última participación fue en el Torneo de Apertura de 2018. Tras tener diferencias con la Municipalidad de Pérez Zeledón y al poco apoyo del pueblo, decidieron trasladar su franquicia al cantón de Garabito en Puntarenas en enero de 2019, para llamarse en lo sucesivo Municipal Garabito.

## Historia
Fue fundado en el año 2010. Su antecesor es un club que existía en la misma zona, llamado Asociación Deportiva Generaleña, el cual ascendió a la Primera División en 1990; pero, desapareció al fusionarse en 1991 con el equipo campeón de Segunda División de ese año: la Asociación Deportiva Pérez Zeledon, formando ambos unidos el Municipal de Pérez Zeledón, actual equipo de la Primera División de Costa Rica.
Con el propósito de rescatar la historia del primer equipo en ascender a la Primera División de Costa Rica en toda la Zona Sur: “La Generaleña", los hermanos Chinchilla deciden crear el proyecto denominado As Puma Generaleña.
Tras la compra de la franquicia de El Roble FC de Alajuela, equipo que militaba en la Liga de Ascenso, AS Puma Generaleña pretende dar la oportunidad a talentos del balompié local y a brindar a los generaleños profusas alegrías.
La Generaleña por muchos años quedó en el olvido, no solo la institución como tal, sino también los exjugadores, extécnicos, exdirectivos y excolaboradores, quienes fueron emblemas no solo en este gran equipo, sino en todo el cantón. Dado esto, los hermanos Chinchilla, llevaron la consigna de impulsar el desarrollo social deportivo en Pérez Zeledón, ya que consideraron que se cuenta con suficiente material humano y mucho talento en los niños y jóvenes de la región, estos que lamentablemente no han tenido la opción de surgir debido a la falta de oportunidades.
AS Puma Generaleña cuenta ya con ligas menores en diferentes categorías femeninas y masculinas, sin dejar de lado el apoyo a los niños. El equipo tiene una amplia proyección social a la comunidad, cuenta con 40 niños en ayuda social, a quienes se les ha brindado uniformes y entrenamientos de forma gratuita, en procura de ser una luz de esperanza para un futuro mejor, no solo en lo deportivo, sino también en lo profesional ya que se inculca la frase “El fútbol debe ir de la mano con el estudio”.
AS Puma Generaleña tiene como sede el Polideportivo de San Isidro de El General, gracias al apoyo del Comité Cantonal de Deportes cuentan con una cancha en perfecto estado y excelente iluminación en un ambiente muy familiar y agradable rodeado de abundante naturaleza, localizada en el pulmón de la ciudad.

### Debut en Liga de Ascenso
AS Puma arrancó con pie derecho su andar por la Liga de Ascenso, tras su debut en el Torneo Apertura 2010 el sábado 14 de agosto de 2010 ante Paraíso Total en el estadio Quincho Barquero donde logró una victoria de 3-2 bajo el mando del técnico Harold López.
Su segundo partido lo disputó en el Polideportivo de Pérez Zeledón y logró una contundente victoria 4-0 sobre Aserrí FC para así comenzar con un 100% de rendimiento en sus primeras dos jornadas.
En su primer torneo termina en la tercera posición del Grupo C con 24 puntos y logra clasificar a la siguiente fase del torneo donde se disputó una liguilla de grupos de cuatro equipos. Los Generaleños quedaron emparejados en el grupo A junto a Deportivo Cartagena, Cariari de Pococí y Generación Saprissa.
En esta fase termina de segundo y por un gol de diferencia con el Deportivo Cartagena no logró avanzar a la Final.
Para el Torneo Clausura 2011 termina segundo del grupo C con 20 puntos por detrás de Municipal Turrialba y vuelve a clasificarse a la fase final.
Sin embargo en la liguilla termina tercero del grupo y no logra el pase a la final.

### Primer título
En junio de 2013 se consagra campeón del Torneo de Clausura 2013 bajo el mando del técnico Edgar Carvajal después de ganarle la final a la Universidad de Costa Rica ganando la ida 1-0 con gol de Luis González y obtener un idéntico marcador en el partido de vuelta con un solitario tanto de Diego Quesada.
Por ser la Universidad de Costa Rica el campeón del Torneo de Apertura 2012 obligó automáticamente a una final nacional entre ambos por el ascenso a Primera División, el cual lo logra el equipo académico tras imponerse 2-1 en la ida en el estadio Ecológico y sacar un empate 1-1 en la vuelta en el Valle de El General.

### Segundo título
En mayo del 2014 los Pumas vuelven a saborear las mieles del título nuevamente bajo la tutela de Edgar Carvajal logrando ganar el Torneo Apertura 2013 ante San Carlos doblegando a los Toros del Norte con un global de 3-1.
Los generaleños sacaron un empate 1-1 en la ida en el estadio Carlos Ugalde con gol de Aarón Navarro y posteriormente en la vuelta se impone 2-0 gracias a un tanto de Aarón Navarro y un autogol de Mario Bello.

### Tercer título
En el torneo siguiente, es decir el Torneo Clausura 2014 volvieron a coronarse otra vez bajo el mando de Edgar Carvajal, esta vez ante Juventud Escazuceña cayendo en la ida 1-0 en Escazú, pero logrando un 3-0 en la vuelta con anotaciones de Christian Bermúdez, Albán Gómez y Aarón Navarro.
De esta manera el equipo logra el ascenso a la Primera División de manera directa y así tomar el lugar que dejó el Puntarenas FC.

### Primera temporada en Primera División
Tras ascender a primera división su debut se produjo el 17 de agosto del 2014 ante el campeón, Saprissa, al minuto 25 As Puma Generaleña anotó su primer gol por medio de Andrey Gibbons, pero su alegría no duró mucho debido a que pronto "la S", como también se le llama al Saprissa, empató por intermedio de David Ramírez en el segundo tiempo. Aarón Navarro hizo soñar a As Puma anotando el 2 a 1, pero en los últimos minutos el Saprissa empató por medio de una anotación de Daniel Colindres, después al minuto 80 anotó el 3 a 2 David Guzmán y en el minuto 90 Diego Estrada anotó el definitivo 4-2. La segunda fecha del torneo fue ante UCR, volvieron a empezar ganando por medio de Aarón Navarro pero al final del segundo tiempo Ariel Contreras empató el encuentro. Después un doblete de Allan Duarte el resultado final fue de 3-1. En su tercer juego con la ilusión de ganar su primer partido en la primera división, empezaron con mucha actividad siendo claros dominadores del juego pero les falto más experiencia y efectividad frente al marco; al final el encuentro vs Limón quedó 0-0. En la cuarta jornada volvieron a saborear la derrota con un marcador de 2-1 ahora en contra del Santos. Ya en la quinta jornada recibían a un débil Uruguay de Coronado que venía de sacar su primer punto ante Saprissa, ya en el campo se mostraron fuertes pero con errores en defensa, al minuto 11 iniciaron ganando con un verdadero gol de Rónald Salas después antes de finalizar la primera parte, Albán Gómez anotó un gol de media volea y por primera vez, ganando por más de dos goles, parecía que tenían el juego en sus manos pero pronto Joshua Diaz puso el 2-1, así lograron su primera victoria en primera división. En la sexta fecha recibirían una dolorosa derrota de 3-0 contra Belén. En la jornada siete jugarían el Derbi del Sur contra Pérez Zeledón, As Puma jugaría este partido como local en el Estadio Fello Meza en Cartago, al minuto 31 un contragolpe de tres contra dos hizo que el arquero de Pérez Zeledón cometiera una falta de penal que Luis "Chicharrón" González convirtió en gol, al minuto 37 el árbitro señaló un mano en el área, la cual cobraría de nuevo el "Chicharrón", esta vez el balón pegó en el poste; en el segundo tiempo Pérez Zeledón intentó empatar el encuentro pero el arquero Néstor Mena salvó al "Equipo del Pueblo" para que de nuevo consiguiera una victoria. En la octava fecha, AS Puma perdería el partido 1-0 ante un poderoso Cartaginés. Seguidamente en lo que quedó del campeonato, él equipo generaleño, acabó de último lugar.
En el siguiente campeonato, acabaron de último lugar en el acumulado, y descenderían a la segunda división, en menos de un año.

#### Extranjeros utilizados en Primera División
| Nombre               | Minutos | Partidos | Goles |
| -------------------- | ------- | -------- | ----- |
| David Daniels        | 1460    | 19       | 1     |
| Luis Fernando Copete | 1297    | 15       | 0     |
| Yamir Vergara        | 734     | 9        | 1     |
| Raúl Leguías         | 498     | 12       | 2     |
| Lucas Carrera        | 176     | 7        | 0     |

#### Cambios de entrenadores en Primera
| Torneo               | Entrenador (Jornadas)                                           |
| -------------------- | --------------------------------------------------------------- |
| Torneo Invierno 2014 | Edgar Carvajal (1-9) Mario Carrera * (10-21) Marvin Solano (22) |
| -                    | -                                                               |
| Torneo Verano 2015   | Marvin Solano (1-17) Edgar Carvajal (18-22)                     |

(*): Entrenador interino.

### Regreso a la Segunda División
El 19 de abril de 2015 el equipo cae derrotado 3-1 en el Rosabal Cordero ante el Club Sport Herediano y sella así su matemático regreso a la división de ascenso tras ser One hit wonder en la élite nacional.

### Cuarto título
Tras su primer torneo nuevamente en la Liga de Ascenso, el AS Puma vuelve a coronarse campeón de la mano de Edgar Carvajal logrando el título del Apertura 2015 ante Guanacasteca.
Los generaleños cayeron en la ida 2-1 en el estadio Chorotega, pero en el juego de vuelta logró triunfar 2-0 con anotaciones de Asdrúbal Gibbons y Anthony Calvo de penal, para ajustar un global de 3-2.

### Tragedia
El miércoles 1 de febrero del 2012 falleció Esteban López Porras mediocampista del equipo cuando se dirigía en su motocicleta hacía su casa en compañía de Hansell Cordero, compañero de equipo y quien conducía la motocicleta en la cual sufrieron el percance.

### Cambio de franquicia a Garabito
En enero de 2019 debido a diferencias y falta de apoyo por parte de la Municipalidad de Pérez Zeledón, deciden por mutuo acuerdo trasladar su franquicia al cantón de Garabito en Puntarenas para el Clausura 2019 jugar bajo el nombre de  Municipal Garabito .

## Datos estadísticos del club
- Temporadas en Primera División (1)
- Temporadas en Segunda División (5)

- Mayor goleada en contra en Primera:

- En torneos nacionales: Alajuelense 5:0 AS Puma Generaleña (Torneo Invierno 2014)

- Mayor goleada a favor en Primera:

- En torneos nacionales: AS Puma Generaleña 6:0 Barrealeña (Torneo Clausura 2011 / 5 de febrero de 2011)

- Mayor goleada en contra en Segunda:

- En torneos nacionales: AS Puma Generaleña 2:6 Limón FC (Torneo Clausura 2010)

- Mayor goleada a favor en Segunda:

- En torneos nacionales: 
AS Puma Generaleña 4:1 Carmelita (Torneo Verano 2015)

- En torneos internacionales: No ha disputado

- Jugador con más goles en Primera:  Aarón Navarro (9)

Nota: en negrita competiciones vigentes en la actualidad.
| Competición nacional               | Títulos                                                    | Subcampeonatos |
| ---------------------------------- | ---------------------------------------------------------- | -------------- |
| Segunda División de Costa Rica (4) | Apertura 2013, Apertura 2014, Clausura 2014, Apertura 2015 |                |
| Copa de Costa Rica (0)             |                                                            |                |

## Palmarés
Torneos nacionales
- Campeón de la Segunda División (5): 1990 (como la Asociación Deportiva Generaleña) Apertura 2013, Apertura 2014, Clausura 2014, Apertura 2015